# 嘉芙蓮·魯賓斯
嘉芙蓮·賀莉斯·“嘉芙”·鲁賓斯（英語：Kathleen Hallisey "Kate" Rubins，1978年10月14日—）是NASA太空人。2016年6月6日，她登上前往國際太空站的联盟号宇宙飞船，成為第60個登上太空的女性。